# Backlight

Animação mostrando um LCD, com o backlight ligado e desligado.

Backlight ou retroiluminação é a forma de iluminação usada num monitor LCD. Backlights diferenciam-se de frontlights porque iluminam o LCD por trás ou pelo lado, enquanto os frontlights ficam na parte frontal do LCD. São usados em telas pequenas para melhorar a legibilidade em más condições de luz e em telas de computadores e televisores LCD para produzir luz de maneira análoga a um monitor CRT. 

## Tipos de fonte de luz
A fonte de iluminação pode ser:
- Lâmpada incandescente
- Um ou mais LEDs
- Painel eletroluminescente (ELP)
- Uma ou mais lâmpadas fluorescentes de catodo frio (CCFL)
- Lâmpada fluorescente de catodo quente (HCFL)

Um ELP fornece luz uniforme sobre toda a superfície, mas outros tipos de backlight geralmente empregam um difusor para produzir luz uniforme a partir de uma fonte não-uniforme.
Backlights podem ser de qualquer cor. LCDs monocromáticos geralmente têm backlights em amarelo, verde, azul ou branco, enquanto telas coloridas usam backlights brancos, que cobrem a maior parte do espectro da luz visível.